# Cyklostacjonarność
Cyklostacjonarność – cecha pewnej klasy procesów stochastycznych zawierających składniki losowe oraz śladowe sygnały harmoniczne. Autokorelacja i widmo procesu cyklostacjonarnego wyrażają się funkcjami dwuwymiarowymi: czas – częstotliwość. Dla porównania funkcja autokorelacji dla procesu niecyklicznego ma jedną współrzędną – czas, np. {\displaystyle R(t)=a*\exp(-bt),} gdzie {\displaystyle a,} {\displaystyle b} – parametry, {\displaystyle t} – przesunięcie czasu między kolejnymi próbkami. Za twórcę cyklostacjonarności uważa się W. Gardnera z Uniwersytetu Kalifornijskiego.

## Określenia pojęć
Proces stochastyczny to rodzina funkcji dwu zmiennych: czasu i zdarzenia losowego. Najszersze praktyczne znaczenie mają procesy słabo-stacjonarna, czyli takie, które są określone przez stałą wartość średnią oraz stałą funkcję autokorelacji. Szumy z zasady należą do tej klasy [procesy stochastyczne].
Sygnał harmoniczny to sygnał okresowy, najczęściej sinusoidalny, z reguły modulowany, np. drogą zmiany fazy. Sygnał może być rzeczywisty lub zespolony, czyli złożony z dwu niezależnych składników przesuniętych w fazie o 90° (sygnały zespolone).
Składnik losowy procesu to najczęściej szum biały. Nazwa pochodzi stąd, że widmo częstotliwości tego szumu obejmuje wszystkie częstotliwości, podobnie jak biel – wszystkie kolory {\displaystyle (0-\infty ).}
Autokorelacja to związek wzajemny oparty na prawdopodobieństwie; nieścisły w sensie jednostkowych zdarzeń, ale wyrażający określoną prawidłowość dla zbioru za pomocą właśnie funkcji autokorelacji.
Stacjonarność to cecha procesu stanowiąca, że wszystkie momenty (średnia, wariancja, funkcja autokorelacji) pozostają stałe w funkcji czasu.
Telekomunikacja – dziedzina nauki i techniki zajmująca się przekazywaniem wiadomości (danych) na odległość za pomocą modulowanych sygnałów harmonicznych.

## Definicje formalne
Teoria cyklostacjonarności wchodzi w zakres statystyki matematycznej, w tym metod numerycznych i szybkiej transformacji Fouriera. Jest to jednocześnie dziedzina nauk technicznych, w szczególności dotyczy telekomunikacji.
Rozróżnia się funkcję cyklokorelacji (Cyclic Autocorrelation Function, CAF) oraz widmo cykliczne (Spectrum Cyclocorrelation Density, SCD). Estymatę CAF wyznacza się według wzoru:
|  |  | {\displaystyle R^{\alpha }(\tau )=\lim _{N\to \infty }\sum _{n=-N}^{N}\left\{{\frac {\left[{\mathbf {x} (n-{\frac {\tau }{2}})e^{-j\pi \alpha (t-{\frac {\tau }{2}})}}\right]*conj\left[{\mathbf {x} (n+{\frac {\tau }{2}})e^{-j\pi \alpha (t+{\frac {\tau }{2}})}}\right]}{2N}}\right\},} |  | (1) |

gdzie {\displaystyle n} – czas bieżący {\displaystyle (n=-N\div N),} {\displaystyle \tau } – przesunięcie czasu między kolejnymi próbkami, {\displaystyle \alpha } – częstotliwość cykliczna. Z powyższego zapisu wynika, że dla wyznaczenia {\displaystyle R^{\alpha }(\tau )} konieczna jest seria {\displaystyle 2N} próbek sygnału {\displaystyle \mathbf {x} } pobranych w odstępach {\displaystyle (n+{\frac {\tau }{2}},n-{\frac {\tau }{2}}).} Próbki te podlegają dalej przesunięciom w częstotliwości {\displaystyle \pm {\frac {\alpha }{2}},} po czym są wzajemnie mnożone i sumowane, podobnie jak przy klasycznej funkcji autokorelacji.
Funkcja SCD – {\displaystyle S^{\alpha }(f)} jest formalnie transformatą Fouriera od funkcji {\displaystyle R^{\alpha }(\tau ).} W praktyce wyznacza ją się bezpośrednio z próbek metodą FAM (Fast Fourier Accumulation Method).
Dla skupienia uwagi na rys. 1 przedstawiono obraz {\displaystyle R^{\alpha }(\tau )} dla hipotetycznego sygnału BPSK o niewielkiej liczbie punktów; wyróżniono współrzędne {\displaystyle f} i {\displaystyle \tau .} Dla {\displaystyle N\to \infty } funkcja (1) zdąża do pojedynczego maksimum zlokalizowanego w środku układu współrzędnych; z kolei widmo {\displaystyle S^{\alpha }(f)} ma postać, jak na rys. 2. Obecność widma dla {\displaystyle \alpha \neq 0} ma wtedy istotne znaczenie, gdyż mówi o obecności sygnału harmonicznego w badanym spektrum.

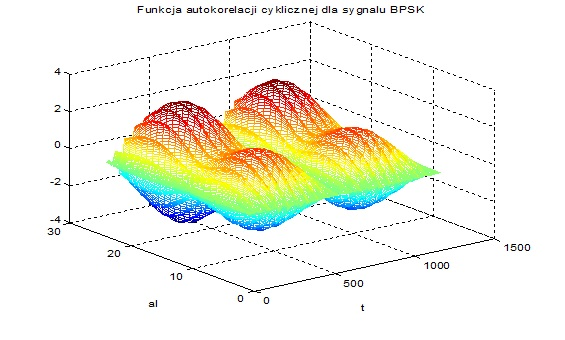
Rys. 1 Hipotetyczna funkcja cyklokorelacji {\displaystyle R^{\alpha }(\tau )} dla krótkiej serii sygnału BPSK o synchronicznych i naprzemiennych fazach ±90°
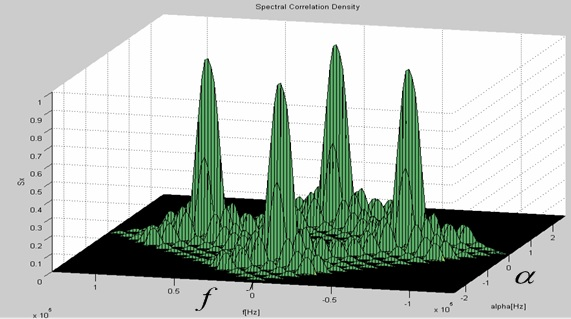
Rys. 2 Widmo cyklostacjonarne {\displaystyle S^{\alpha }(f)} dla analogicznego sygnału BPSK, ale dla dużej serii próbek

## Zastosowania
Cyklostacjonarność pozwala wykrywać sygnały okresowe do −20 dB poniżej szumów. Konwencjonalne detektory czynią to na poziomie +10 dB. Odstęp czułości jest więc ogromny (30 dB – 1000 razy w mocy).
Podstawowym obszarem zainteresowania nową miarą jest sfera tzw. radia kognitywnego (inteligentnego), które dostosowuje się do otoczenia. Radio to znajduje wolne pasma częstotliwości, np. nieczynne w danej chwili pasmo telewizji i – zgodnie z ustaleniami międzynarodowymi – ma prawo je zająć. Przy obecnym deficycie widma ma to duże znaczenie a wysoka czułość metody SCD jest niezwykle istotna.
Innym obszarem zainteresowania są groźne, a niewyczuwalne zwykłymi metodami drgania mechaniczne, np. sygnały poprzedzające trzęsienia Ziemi, wibracje zużytych mechanizmów (łożysk, wałów), drgania wrażliwych budowli, jak mosty itp. Jeszcze innym rodzajem mogą być niektóre rodzaje podsłuchów.
Jak wszystko w przyrodzie, również metoda cyklostacjonarna nie jest uniwersalna. Na przykład nie nadaje się wprost do analizy sygnałów OFDM oraz tzw. spread spectrum, co wynika z faktu, że sygnały te już same w sobie bardziej przypominają szumy, niż funkcje zdeterminowane. Istnieją jednak metody, które pozwalają obejść to ograniczenie.